# Valerio Piva
Pour les articles homonymes, voir Piva.
Valerio Piva (né le 5 juillet 1958 à Ceresara, dans la province de Mantoue, en Lombardie) est un coureur cycliste italien des années 1980, devenu directeur sportif d'équipes cyclistes.

## Biographie
Valerio Piva devient professionnel en 1982 et le reste jusqu'en 1991.
Après sa carrière de coureur, il est directeur sportif au sein des équipes cyclistes Mapei GSIII en 2002, Vlaanderen-T-Interim en 2003 et 2004, T-Mobile de 2005 à 2007, Team HTC-Columbia de 2008 à 2011. En 2012 et 2013, il dirige les directeurs sportifs de l'équipe russe Katusha. En 2014, il rejoint l'équipe américaine BMC.
Devenu directeur sportif de l'équipe Intermarché-Wanty-Gobert Matériaux, il quitte cette formation, renommée Intermarché-Circus-Wanty, en fin d'année 2023. Il rejoint alors Jayco AlUla.

## Palmarès

### Palmarès amateur
- 1977
  - Prologue du Tour de la Vallée d'Aoste (contre-la-montre par équipes)
- 1980
  - 12e étape de la Course de la Paix
  - 2e du Gran Premio Capodarco
- 1981
  - Settimana Internazionale della Brianza
  - 5e étape du Baby Giro

### Palmarès professionnel
- 1983
  - Prologue du Tour de Sardaigne (contre-la-montre par équipes)
  - 1re étape du Tour d'Italie (contre-la-montre par équipes)
  - 10e de Gand-Wevelgem
- 1987
  - 2e du Trofeo Laigueglia

## Résultats sur les grands tours

### Tour de France
1 participation
- 1990 : 109e

### Tour d'Italie
5 participations
- 1983 : 112e, vainqueur de la 1re étape (contre-la-montre par équipes)
- 1984 : 81e
- 1986 : 59e
- 1987 : 74e
- 1988 : 100e